# Trichogramma danausicida
Trichogramma danausicida is een vliesvleugelig insect uit de familie Trichogrammatidae. De wetenschappelijke naam is voor het eerst geldig gepubliceerd in 2008 door Nagaraja.